# Медведь, Елена Евгеньевна
Елена Евгеньевна Медведь, урождённая Семенченко (родилась 23 января 1985) — российская футболистка, защитница; тренер. Выступала за сборную России. Бронзовый призёр молодёжного чемпионата Европы (2004), участница молодёжного чемпионата мира U-20 (2004).

## Биография
Родилась в городе Москве. Защитник. Воспитанница столичной футбольной школы «Чертаново». Первый тренер — Роман Езопов.
В 2003 году выступала за азербайджанский «Гёмрюкчю».
В России выступала за клубы «Чертаново», «Спартак», «ШВСМ Измайлово», «Зоркий», «Рязань-ВДВ». Неоднократно становилась призёром чемпионатов России — серебряным (2006, 2012, 2017) и бронзовым (2013, 2016).
В составе национальной сборной России дебютировала 28 января 2005 года — на турнире 4-х наций в матче против сборной Китая.

По состоянию на 2023 год — главный тренер женской сборной России до 16 лет. В 2023 году привела команду к победе на чемпионате Южной Азии.